# S/2008 (508869) 1
S/2008 (508869) 1 é o componente secundário do objeto transnetuniano denominado (508869) 2002 VT130.

## Descoberta
S/2008 (508869) 1 foi descoberto no dia 21 de setembro de 2008 pelos astrônomos K. S. Noll, W. M. Grundy, S. D. Benecchi e H. A. Levison através do Telescópio Espacial Hubble e sua descoberta foi anunciada em 24 de setembro de 2009.

## Características físicas e orbitais
Ele tem cerca de 205 km de diâmetro e orbita (508869) 2002 VT130 a uma distância média de 2490 ± 80 .